# Bogdašić (Tomislavgrad, BiH)
Bogdašić je naseljeno mjesto u općini Tomislavgrad u Federaciji Bosne i Hercegovine u Bosni i Hercegovini.
Naselje se nalazi na sjeveru Šujičke doline na rubovima malenog krškog polja zvanog Bogdaško polje i na brijegu koji okružuje polje sa sjevera i zapada zvanom Bogdaški brig. Istočno od središnjeg naselja nalazi se zaselak Gluščevine, a na sjeveru zaselak Stržanj.
Sjeverno od Bogdašića administrativna je granica s općinom Kupres koja prolazi iznad dviju stjenovitih klisura Mali i Veliki Stržanj iz kojih izvire rijeka Šujica koja zatim pronalazi svoj put kroz brijegove i otječe prema jugu.

## Stanovništvo

### 1991.
Nacionalni sastav stanovništva 1991. godine bio je sljedeći:
ukupno: 404
- Hrvati – 404 (100 %)

### 2013.
Nacionalni sastav stanovništva 2013. godine bio je sljedeći:
ukupno: 332
- Hrvati – 346

## Spomenici
Na brežuljku Mala Rajkovača koji se nalazi na sjeveru postavljen je velik metalan bijeli križ koji označuje pobjedu hrvatskih snaga 1992. godine.  Hrvatske su se snage nalazile na širem šujičkom području i uspjele su tijekom Domovinskog rata zaustaviti snage Jugoslavenske narodne armije i srpske snage nakon njihove pobjede u bitci za Kupres 1992. godine čime je zaustavljen njihov prodor prema Livnu, Splitu i dalmatinskoj obali. Križ je i spomen svim poginulima u ratu u Bosni i Hercegovini (1992. – 1995.). U podnožju križa uklesane su riječi Za krst časni i slobodu zlatnu.

## Galerija
- Veliki Stržanj
- Mali Stržanj
- Rijeka Šujica teče zapadno od naselja
- Stare kuće